# Rukometni Klub Poreč
Maillots
Le RK Poreč est un club masculin de handball, situé à Poreč en Croatie et fondé en 1968. Il évolue en Championnat de Croatie.

## Palmarès
- Finaliste de la Coupe de Croatie en 2011, 2013
- Troisième du Championnat de Croatie en 2013

## Histoire
Au cours de son histoire, le club évolue longtemps dans les ligues régionales et n'atteint le premier échelon, la Premijer Liga, que lors de la saison 2003/2004. Le club enchaîne les bons résultats puisqu'il se qualifie pour la première fois en Coupe d'Europe lors de la saison 2006-2007 en participant à la Coupe Challenge (C4).
En 2011, le club atteint pour la première fois la finale de la Coupe de Croatie où il ne parvient pas à contrecarrer l'hégémonie du RK Zagreb.

## Campagnes européennes
| Saison    | Compétition           | Manche              | Date Aller       | Club             | Aller   | Total   | Retour  | Club                  | Date Retour      |
| --------- | --------------------- | ------------------- | ---------------- | ---------------- | ------- | ------- | ------- | --------------------- | ---------------- |
| 2006-2007 | Coupe Challenge (C4)  | Troisième tour      | 4 novembre 2006  | RK Poreč         | 35 – 34 | 69 – 70 | 34 - 36 | Konjuh Živinice       | 11 novembre 2006 |
| 2008-2009 | Coupe Challenge (C4)  | Troisième tour      | 15 novembre 2008 | HIT Innsbruck    | 33 – 26 | 62 – 57 | 31 - 29 | RK Poreč              | 22 novembre 2008 |
| 2011-2012 | Coupe des coupes (C2) | Troisième tour      | 26 novembre 2011 | ULZ Schwaz       | 23 – 24 | 46 – 49 | 23 – 25 | RK Porec              | 4 décembre 2011  |
| 2011-2012 | Coupe des coupes (C2) | Seizièmes de finale | 11 février 2012  | BM Aragón        | 28 – 24 | 55 – 46 | 27 – 22 | RK Porec              | 19 février 2012  |
| 2013-2014 | Coupe de l'EHF (C3)   | Deuxième tour       | 13 octobre 2013  | SKIF Krasnodar   | 25 – 29 | 47 – 58 | 22 – 29 | RK Porec              | 20 octobre 2013  |
| 2013-2014 | Coupe de l'EHF (C3)   | Troisième tour      | 24 novembre 2013 | RK Porec         | 24 – 24 | 49 – 54 | 25 – 30 | Sporting Portugal     | 30 novembre 2013 |
| 2015-2016 | Coupe de l'EHF (C3)   | Premier tour        |                  | RK Porec         | 20 – 18 | 46 – 42 | 26 – 24 | Maccabi Rishon LeZion |                  |
| 2015-2016 | Coupe de l'EHF (C3)   | Deuxième tour       |                  | Talent MAT Plzeň | 27 – 24 | 54 – 49 | 27 – 25 | RK Poreč              |                  |
| 2019-2020 | Coupe de l'EHF (C3)   | Premier tour        |                  | RK Porec         | 29 – 23 | 60 – 51 | 31 – 28 | HV KRAS/Volendam      |                  |
| 2019-2020 | Coupe de l'EHF (C3)   | Deuxième tour       |                  | Pays d'Aix UC    | 38 – 26 | 64 – 46 | 26 – 20 | RK Poreč              |                  |